# Mohamed Benouza
Mohamed Benouza (Orã, 26 de setembro de 1972) é um árbitro de futebol argelino, que reside actualmente em Oran.
É árbitro internacional pela FIFA desde 2001.

## Partidas internacionais
Foi já seleccionado para arbitrar jogos em competições internacionais:
(nomeações internacionais mais recentes)
- Campeonato Mundial de Futebol Sub-20 2007:
  - apitou o jogo que opôs a Coréia do Norte ao Panamá;(fase de grupos) a 30 de Junho de 2007;
  - apitou o jogo que opôs a Nova Zelândia ao México (fase de grupos) a 8 de Julho de 2007;
  - apitou o jogo que opôs a Áustria à Gâmbia (oitavos de final) a 11 de Julho de 2008;
- Liga dos Campeões da África de 2007
  - apitou o jogo que opôs o Al Hilal, do Sudão, ao Al-Ahly, do Egipto (fase de grupos) a 19 de Agosto de 2007;
- Copa das Nações Africanas de 2008:
  - apitou o jogo que opôs a Nigéria à Costa do Marfim (fase de grupos) a 21 de Janeiro de 2008;
- Campeonato Mundial de Futebol Sub-20 de 2009